# NGC 785
NGC 785 (другие обозначения — IC 1766, UGC 1509, MCG 5-5-46, ZWG 503.76, PGC 7694) — линзовидная галактика в созвездии Треугольник. Открыта Эдуардом Стефаном в 1876 году. Описание Дрейера: «очень тусклый, очень маленький объект, содержит очень тусклую звезду».
Галактика является одним из двух центров галактического скопления Abell 262 (вторым центром является объект NGC 708) Вокруг NGC 785 находятся ещё четыре более бледные галактики.
Этот объект входит в число перечисленных в оригинальной редакции «Нового общего каталога».
Галактика NGC 785 входит в состав группы галактик NGC 777. Помимо NGC 785 в группу также входят ещё 12 галактик.